# Nesza
Nesza (hettita URUNe-e-ša-a) település az Asszíria által létrehozott és üzemeltetett Kanis városa mellett létrejövő hettita város. A név is annak nevéből származik. A Kārum Ka-a-ne-e-eš (Kárum Kánes) először URUKa-ne-e-ša, majd URUNe-e-ša formára módosult a hettita nyelvben.
A település első ismert hettita része Varszamasz csarnoka, ami egy uralkodói palota lehetett. A hettita politikai befolyás Calpa királya, Uhnasz kanisi hadjáratával kezdődött, bár ebben az időben már hettita etnikum is élt a palota melletti alsóvárosban. Calpa hegemóniájának Kusszara vetett véget Pithanasz hadjáratában. A kusszarai uralom ellen Pithanasz fia, Anittasz idején lázadás tört ki, amelyet Anittasz levert, majd a királyi székhelyet is ebbe a városba költöztette. Az oka nem ismert, de lehetséges, hogy a királyi jelenléttel akarta megelőzni a további lázongásokat. Anittasz a későbbiekben Neszából kiindulva hódította meg Calpát, Hattuszaszt és még egy sor fontos városkirályságot.
A királyi székhelyet I. Hattuszilisz Hattuszaszba tette át, ettől kezdve Nesza elvesztette jelentőségét.
Régészetileg nagyon jelentős helyszín, mert mintegy 20 000 agyagtáblát találtak itt. Ezek óasszír vagy a hettita nyelv neszai nyelvjárásában (našili) íródtak, és két, egyenként körülbelül 50 éves periódus alatt keletkeztek. Ezek a szakaszok ma már évre pontos dendrokronológiai datálással rendelkeznek.

## Ismert uralkodói
- Inar
- Varszamasz
- Ammunasz
- Tudhalijasz
- Puszarruma
- Papaḫdilmaḫ
- Tawananna(?)
- I. Labarna

## Galéria

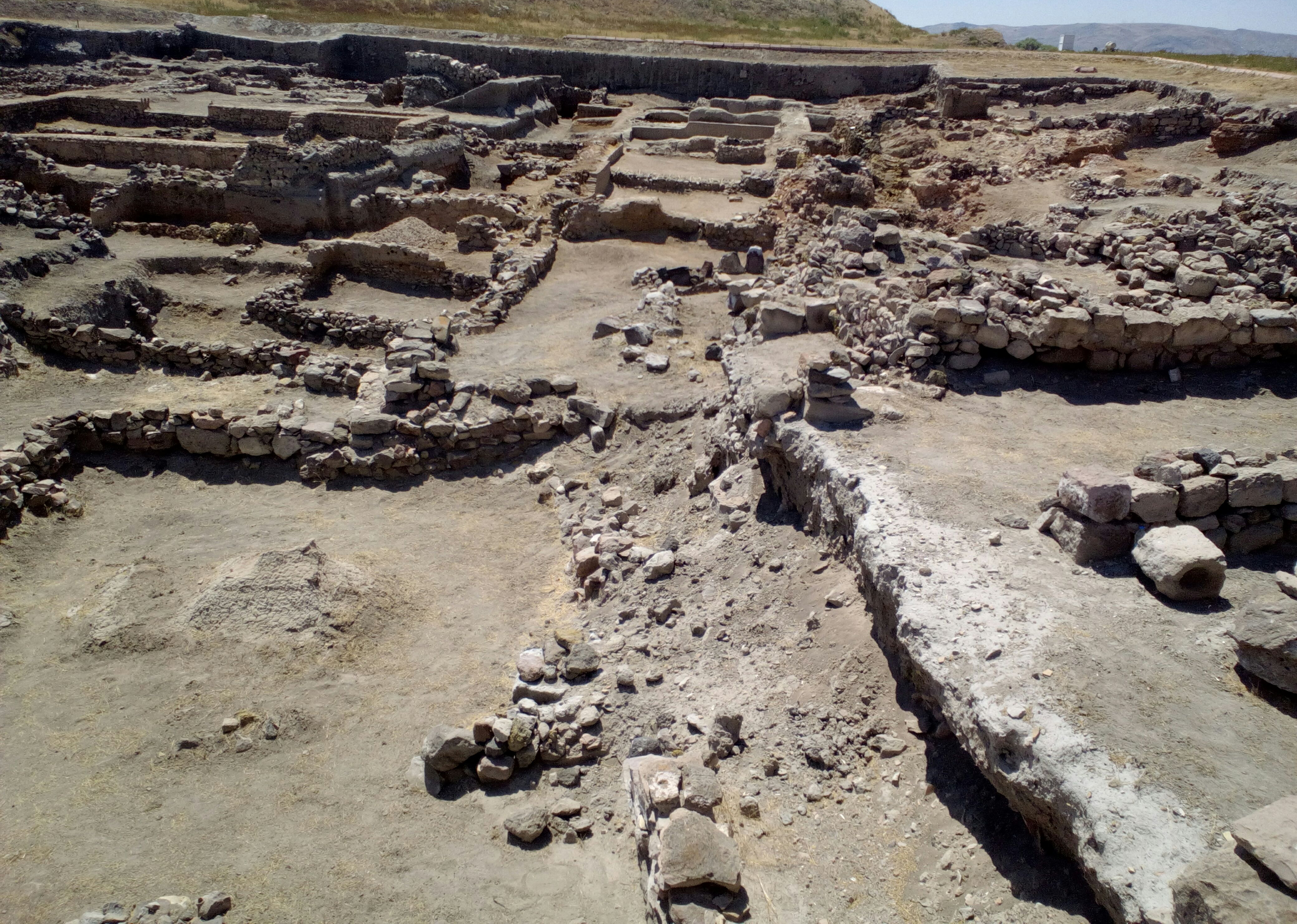
Anittasz helyőrsége nyugatról
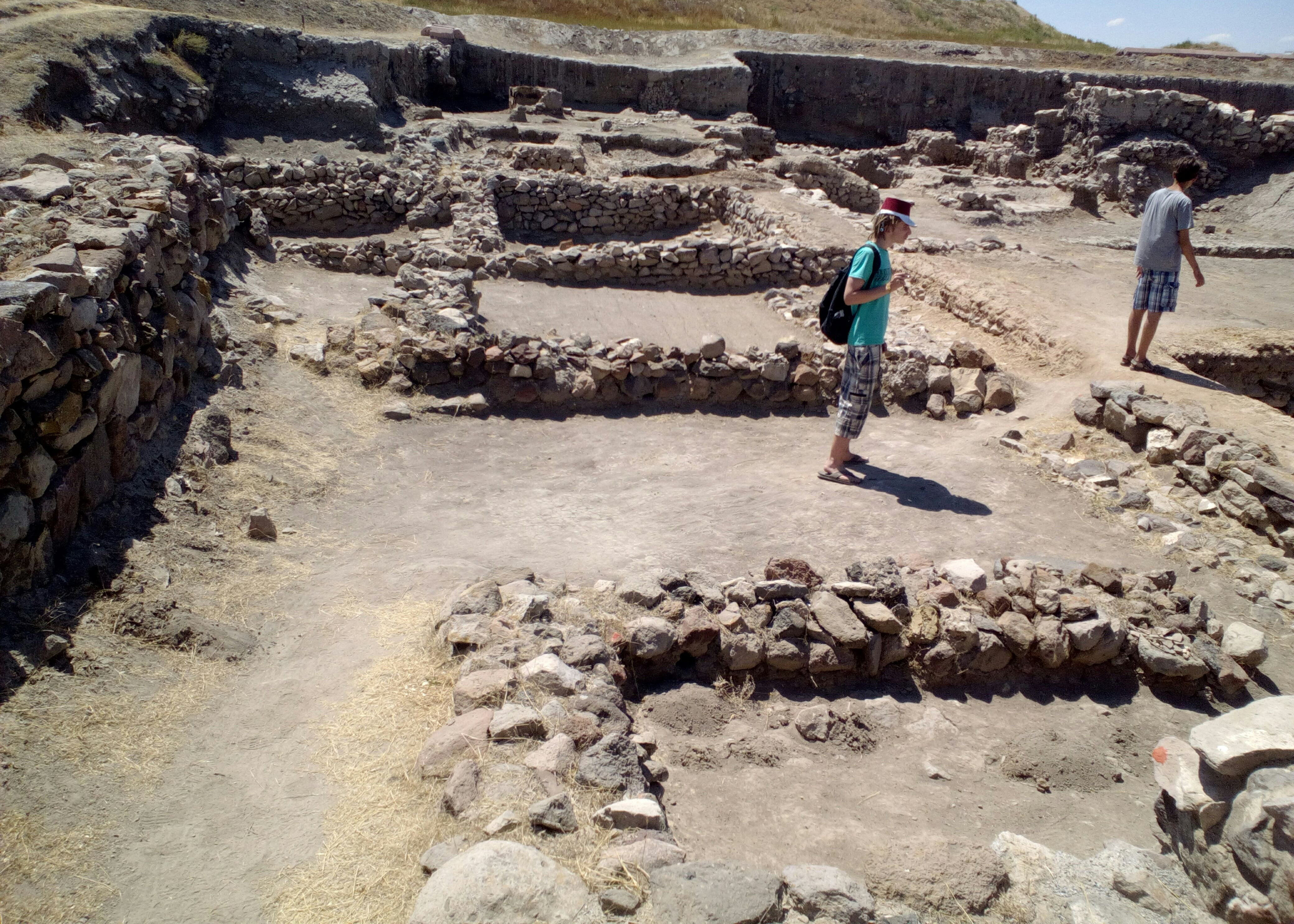
Anittasz helyőrsége nyugatról
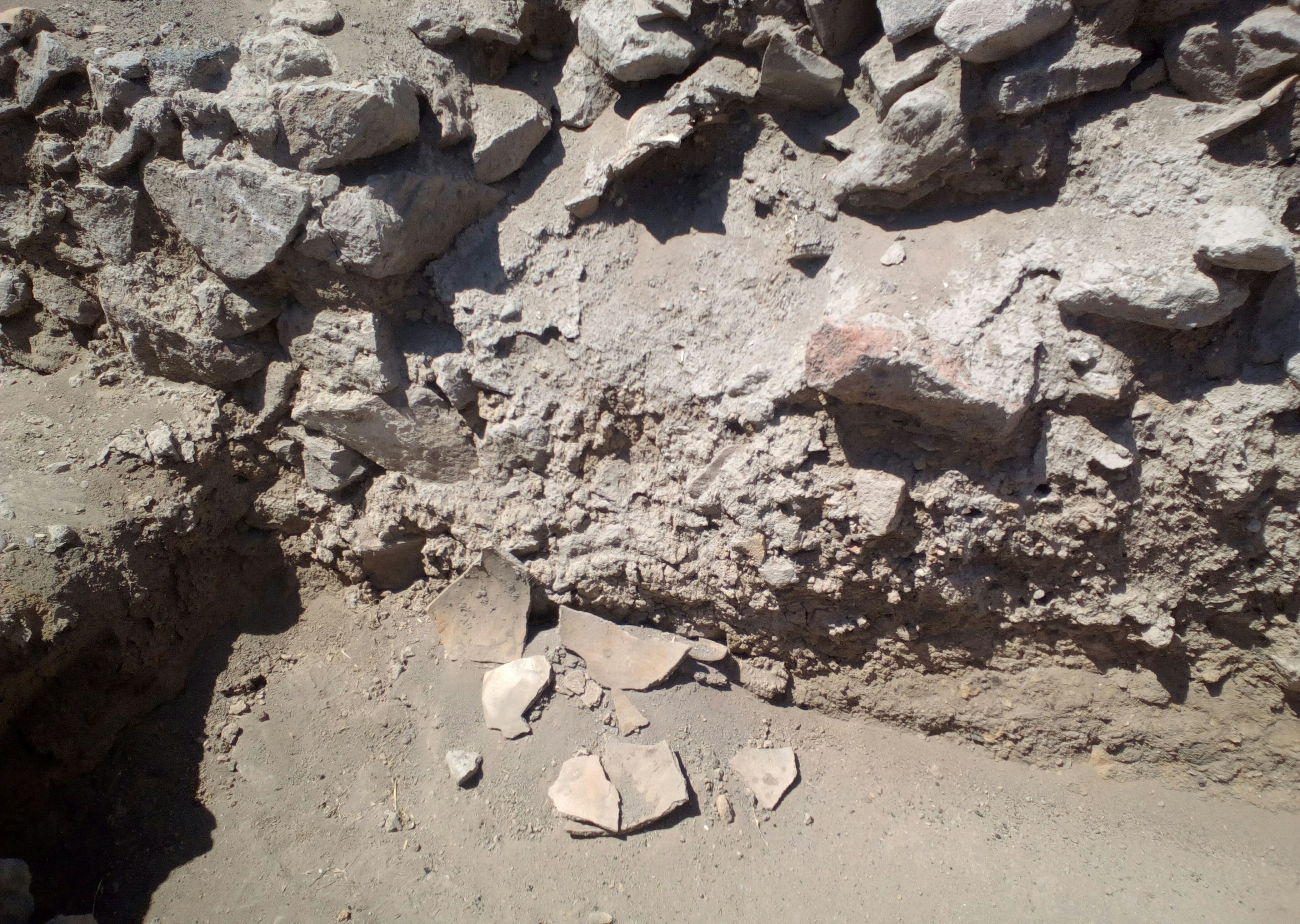
fal Anittasz kaszárnyájában
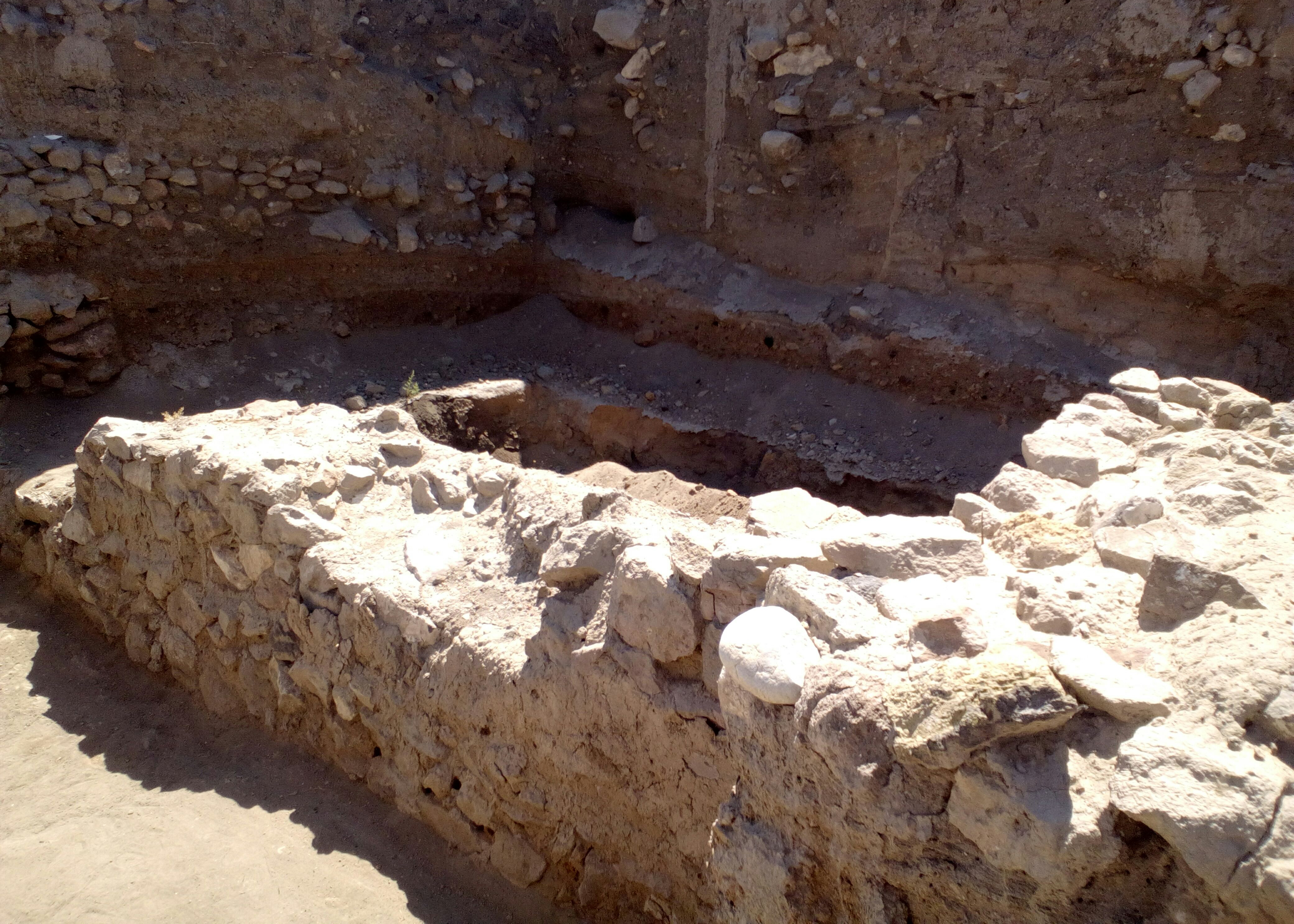
főfal Anittasz kaszárnyája keleti oldalán
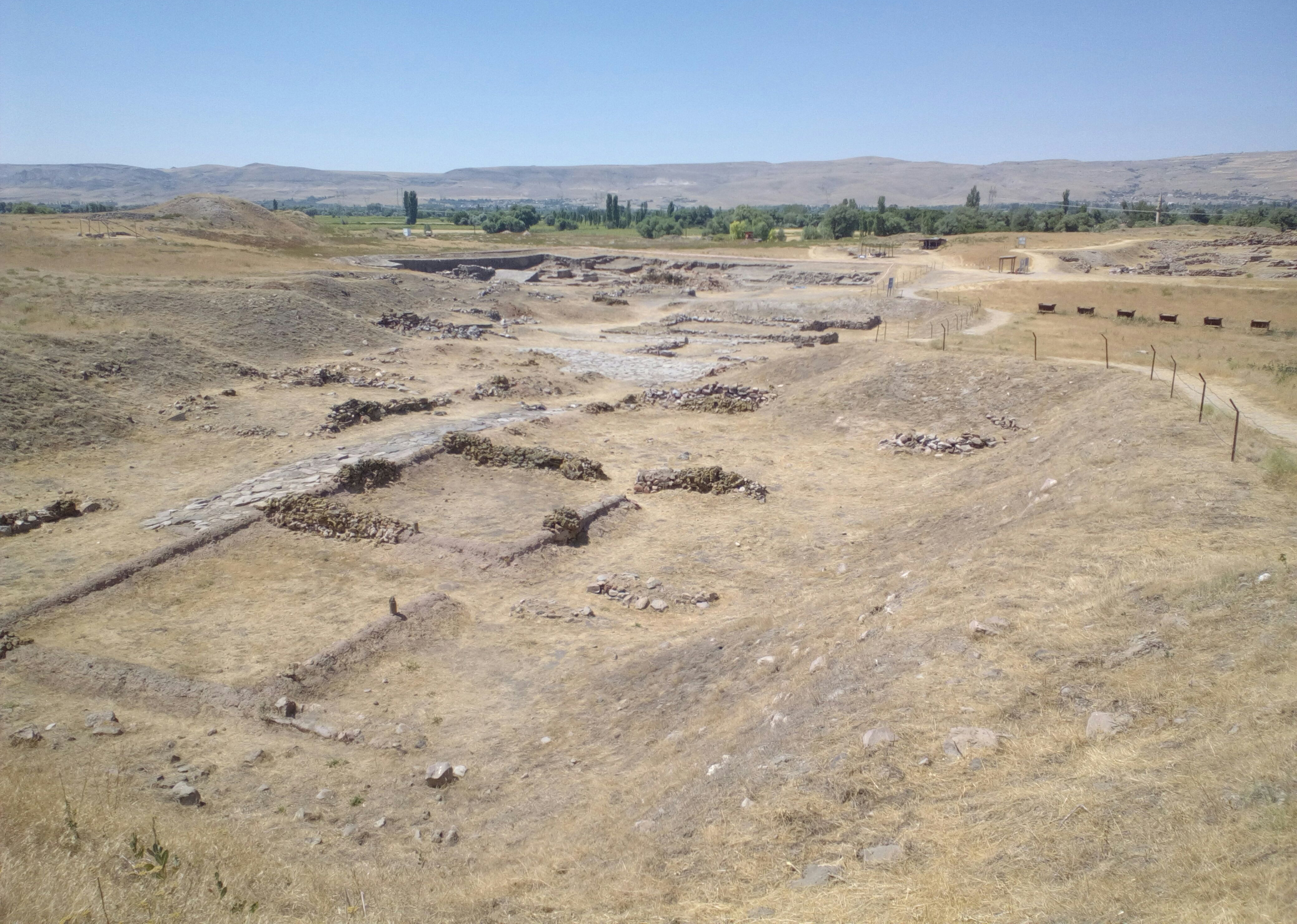
Anittasz kaszárnyája az őrtorony felől
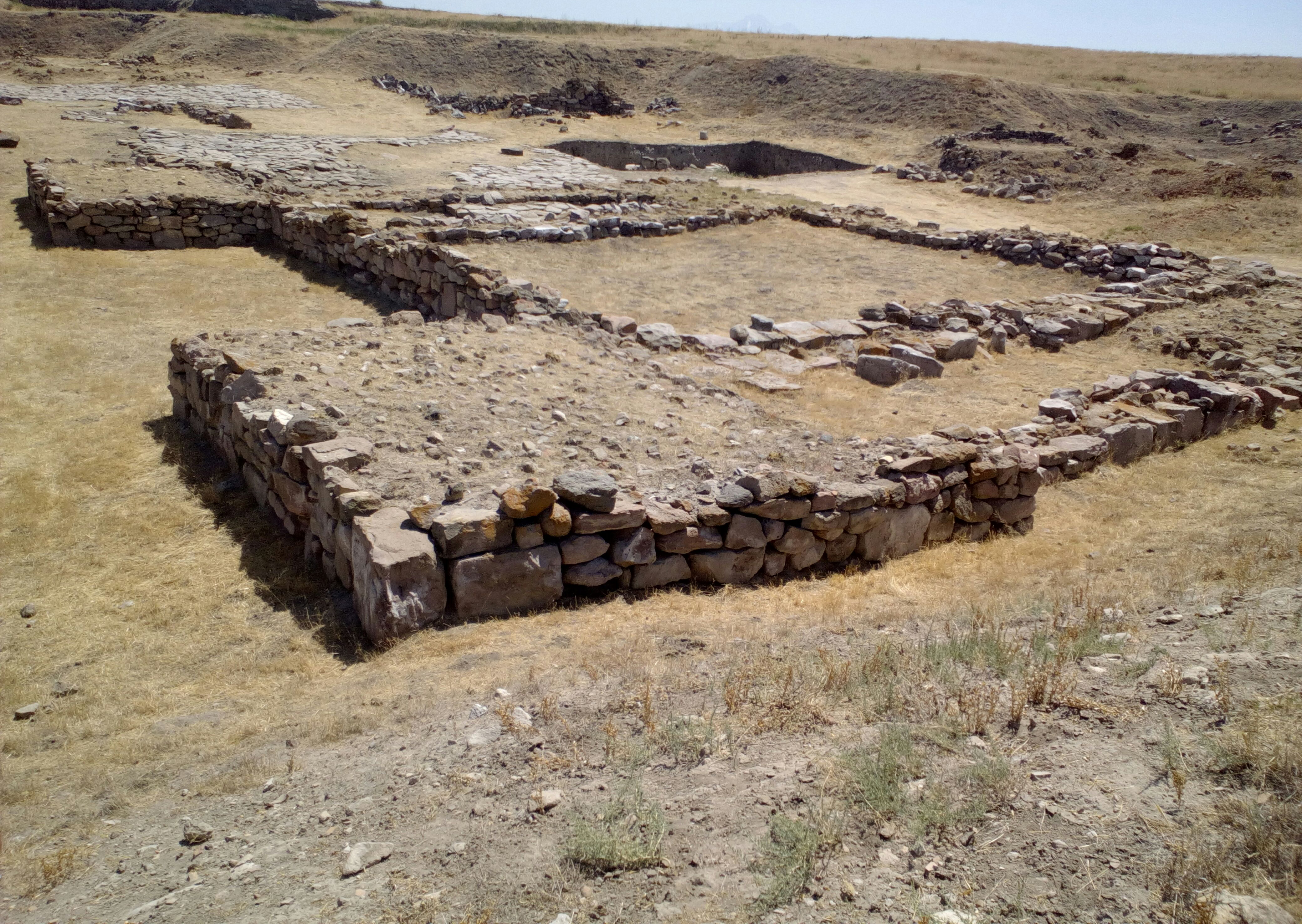
Anittasz helyőrségi erődje
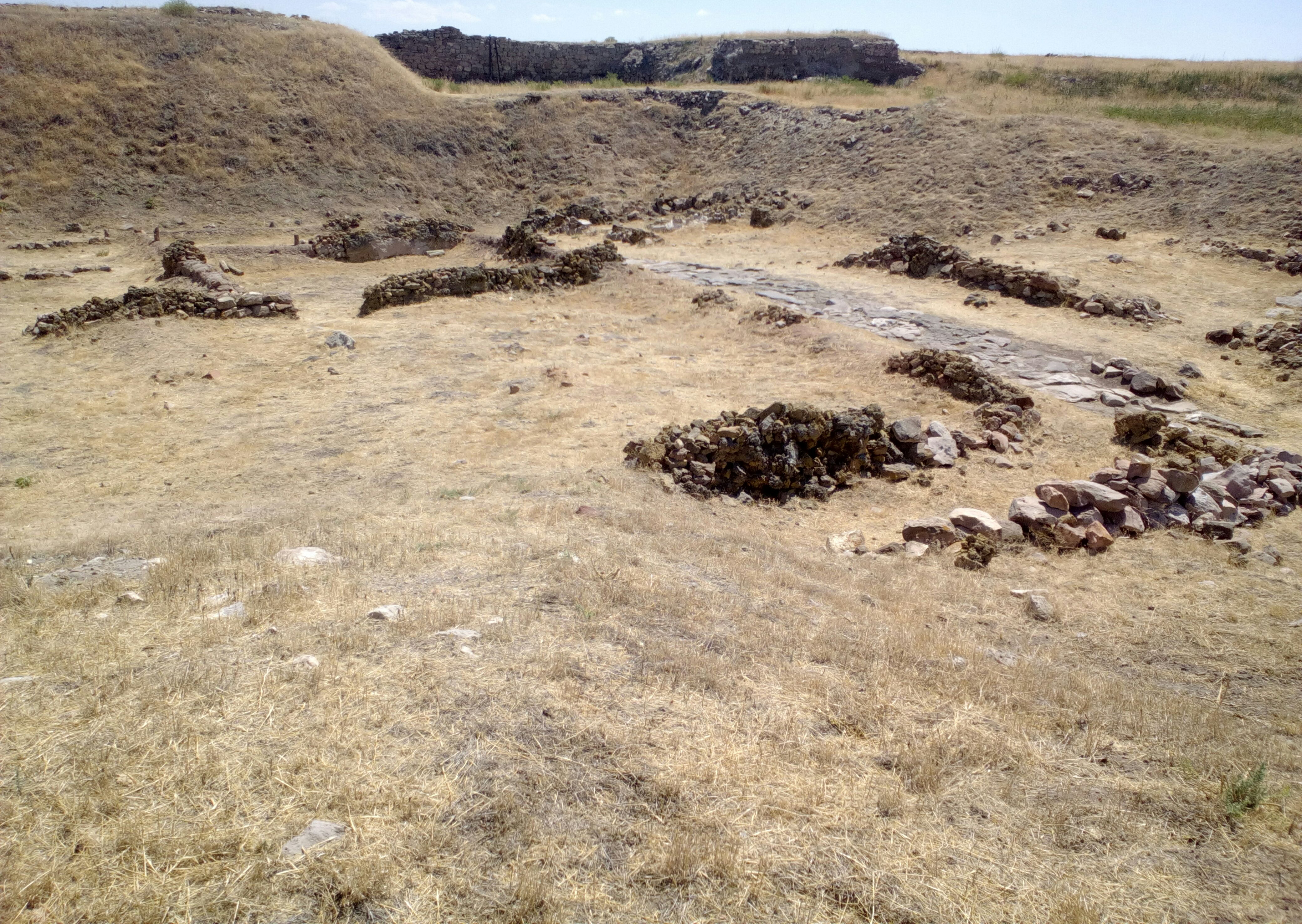
az erőd
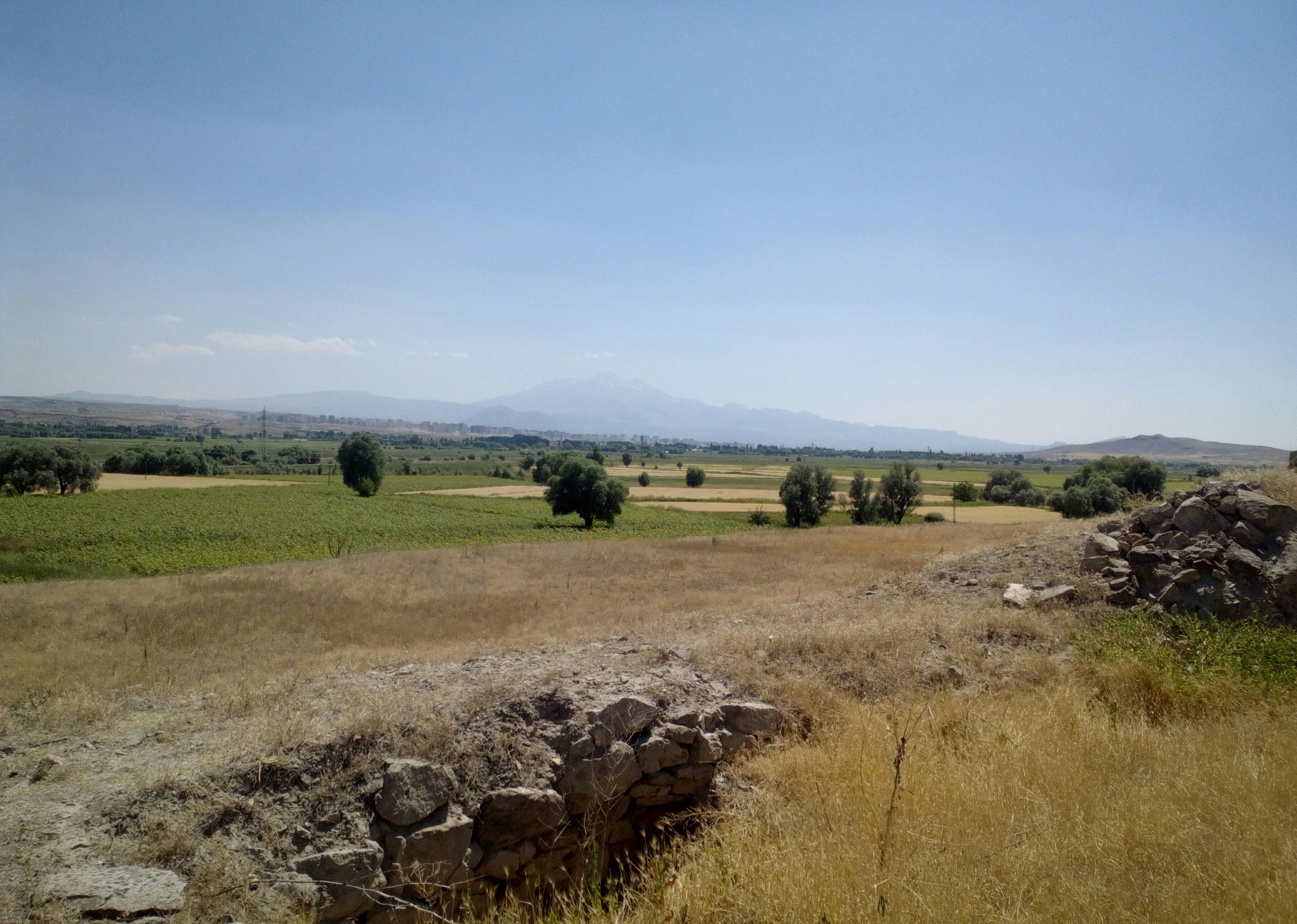
az Erciyes Dağı látképe Anittasz tornyától